# Zoila Ugarte de Landívar
Zoila Ugarte de Landívar, född 1864, död 1969, var en ecuadoriansk journalist, författare och feminist.
Hon grundade Ecuadors första feministiska tidskrift La Mujer 1905. Hon var en pionjärgestalt i den första vågens feminism i Ecuador, och jämsides med Hipatia Cárdenas de Bustamante en pionjär för kvinnlig rösträtt i Ecuador. Hon grundade 1922 kvinnoorganisationen Sociedad Feminista Luz del Pichincha.